# Consumers International
 (mai 2015).
Si vous disposez d'ouvrages ou d'articles de référence ou si vous connaissez des sites web de qualité traitant du thème abordé ici, merci de compléter l'article en donnant les références utiles à sa vérifiabilité et en les liant à la section « Notes et références ».
Consumers International (CI) est la fédération mondiale des associations de protection des consommateurs. Elle est basée à Londres.
Fondée le 1er avril 1960, elle comporte actuellement 220 organisations membres dans 115 pays, l'organisation construit un mouvement international permettant de protéger les consommateurs.
CI est une association sans but lucratif, dont le numéro dans le Royaume-Uni est 4337865 et est enregistrée comme association caritative numéro 1122155.